# Папа Стефан IX
Папа Стефан IX (лат. Stephanus IX; око 1020 – 29. март 1058) је владао од 3. августа 1057. до своје смрти 1058. године.
Крштено име било му је Фредерик, био је млађи брат Годфрија III, војвода од Доње Лорене, и био је део Арден-Вердун династије која ће играти важну улогу у политици тог периода, као и њихове везе у опатији Свете Ване.
Фредерик је у почетку био архиђакон Саборне цркве у Лијежу под називом Свете Ламберте, а касније је постао игуман Монте Касина. Именован је за кардинала за време понтификата папе Виктора II и неко време је био папски пуномоћник у Константинопољу. Он је био са Лавом IX у његовом походу на Нормане и у једном тренутку је морао да се склони од цара Хајнриха II у Монте Карло. Пет дана након смрти папе Виктора II, изабран је да га наследи као папа Стефан IX. Он спроводи политику грегоријанских реформи целибата за свештенике. Планирао је да протера Нормане из Италије и да постави свог брата на империјални трон, када је оболео од тешких болеси, од којих се само делимично и привремено опоравио. Папа Стефан IX преминуо је у Фиренци 29. марта 1058, а званична Римокатоличка црква сматра да га је наследио папа Никола II, иако други сматрају да је његов наследник папа Бенедикт X који је званично проглашен за антипапу.